# کارکس اسپکتابیلیس
کارکس اسپکتابیلیس (نام علمی: Carex spectabilis) نام یک گونه از سرده جگن است.